# Lizoklina
Lizoklina – strefa oceaniczna na głębokości 2500–5000 m, w której następuje gwałtowne zwiększenie rozpuszczalności węglanów wskutek podwyższonego stężenia dwutlenku węgla w wodzie.